# Caroline County, Virginia
Caroline County är ett administrativt område i delstaten Virginia, USA, med 28 545 invånare (2010). Den administrativa huvudorten (county seat) är Bowling Green. 

## Geografi
Enligt United States Census Bureau har countyt en total area på 1 396 km². 1 380 km² av den arean är land och 16 km² är vatten.   

### Angränsande countyn
- Stafford County - nord
- King George County - nord
- Hanover County - syd
- King William County - öst
- King and Queen County - öst
- Essex County - öst
- Spotsylvania County- väst